# Raceroei Regatta
De Raceroei Regatta (voorheen: Damen Raceroei Regatta) is een roeiwedstrijd die op de Willem-Alexander Baan te Rotterdam georganiseerd wordt. In 2013 organiseerde D.S.R.V. Laga de eerste editie van deze wedstrijd. De tweede editie werd door de Koninklijke Nederlandse Roeibond als nationale wedstrijd bestempeld en konden klasserende blikken gewonnen worden. Vanaf de derde editie in 2015 werd de wedstrijd gastheer van de eerstejaars en developmentklassementen en bij met de zevende editie in 2019 werd het Aegon NK Groot gefaciliteerd.

## Records
De baanrecords van de hoofdnummers zijn weergegeven in de onderstaande tabel.
| Veld  | Namen                           | Vereniging   | Finish   | Jaartal |
| ----- | ------------------------------- | ------------ | -------- | ------- |
| SA2-  | Mitchel Steenman/Rogier Blink   | Skadi/Gyas   | 07:27,32 | 2013    |
| LSA2- | Roy Roelofsen/Timo Sanders      | Laga         | 07:27,13 | 2013    |
| DSA2- | Olivia van Rooijen/Carline Bouw | Nereus/Skadi | 07:46,00 | 2013    |